# تشارلز لافاييت بارتليت
تشارلز لافاييت بارتليت (بالإنجليزية: Charles Lafayette Bartlett) هو قاضي ومحامي وسياسي أمريكي، ولد في 31 يناير 1853 في الولايات المتحدة، وتوفي بنفس المكان في 21 أبريل 1938. حزبياً، نشط في الحزب الديمقراطي. انتخب عضو مجلس نواب جورجيا وانتخب عضو مجلس النواب الأمريكي.